# タイ・プレミアリーグ2012
タイ・プレミアリーグ2012は、1996-97シーズンに創設されてから16シーズン目のタイ・プレミアリーグである。2012年3月17日から2012年10月28日まで行われた。大会名はスポンサー・タイ・プレミアリーグ（タイ語: สปอนเซอร์ ไทย พรีเมียร์ ลีก, 英語: Sponsor Thai Premier League）。

## 概要
2012年シーズンは、昨年のタイ・ディヴィジョン1リーグの上位3チームが昇格した。ウアチョン・ユナイテッドとチャイナートは初昇格、BBCUは3年ぶりのプレミアリーグ復帰となった。
ムアントン・ユナイテッドがプレミアリーグ史上初のシーズン無敗で2シーズンぶり通算3回目の優勝を果たした。ムアントン・ユナイテッドはAFCチャンピオンズリーグ2013のグループリーグ出場権、タイFAカップ2012で優勝したブリーラム・ユナイテッドは予選プレーオフ出場権を獲得した。TTMチエンマイ、BBCU、タイ・ポートの3チームはディヴィジョン1リーグへ降格する。
プレミアリーグ創設以来、16シーズン連続でトップディヴィジョンに所属してきたタイ・ポートがディヴィジョン1リーグへ降格するため、創設時の所属チームのうち、今まで一度も降格を経験していないチームはBECテロ・サーサナのみとなった。
ムアントン・ユナイテッドのティーラシン・デーンダーとBECテロ・サーサナのクレイトン・シウバの2人が24得点で得点王に輝いた。年間最優秀選手にはティーラシン・デーンダー、同最優秀若手選手にはBECテロ・サーサナのチャナティップ・ソングラシン、同最優秀監督にはムアントン・ユナイテッドのスラヴィシャ・ヨカノヴィッチが選出された。

## 所属チーム（2012年）
| チーム                       | 場所                     | ホームスタジアム                     |
| ---------------------------- | ------------------------ | ------------------------------------ |
| ブリーラム・ユナイテッド1    | ブリーラム県             | ニュー・アイモバイル・スタジアム     |
| チョンブリー                 | チョンブリー県           | チョンブリー・スタジアム             |
| ムアントン・ユナイテッド     | ノンタブリー県           | SCGスタジアム                        |
| パタヤ・ユナイテッド         | チョンブリー県           | ノーンプルー・スタジアム             |
| バンコク・グラス             | パトゥムターニー県       | BGスタジアム                         |
| オーソットサパー・サラブリー | サラブリー県             | サラブリー・スタジアム               |
| タイ・ポート2                | バンコク                 | PATスタジアム                        |
| BECテロ・サーサナ            | バンコク                 | テパサディン・スタジアム             |
| ポリス・ユナイテッド         | パトゥムターニー県       | タマサート・スタジアム               |
| チェンライ・ユナイテッド     | チエンラーイ県           | チェンライ・ユナイテッド・スタジアム |
| TTMチエンマイ3               | チエンマイ県             | 700周年記念スタジアム                |
| イーサーン・ユナイテッド4    | ウボンラーチャターニー県 | Tung Burapha Stadium                 |
| アーミー・ユナイテッド       | バンコク                 | タイ・アーミー・スポーツ・スタジアム |
| TOT                          | バンコク                 | TOTスタジアム・チェン・ワッタナー    |
| サムットソンクラーム         | サムットソンクラーム県   | サムットソンクラーム・スタジアム     |
| ウアチョン・ユナイテッド5    | ソンクラー県             | ティンスラノン・スタジアム           |
| チャイナート                 | チャイナート県           | チャイナート・スタジアム             |
| BBCU                         | バンコク                 | ラジャマンガラ・スタジアム           |

- 前年度の成績順。

### チーム名の変更
1 ブリーラムPEA FCは、ブリーラムFCと合併し、ブリーラム・ユナイテッドFCに変更した。2012年シーズンのプレミアリーグ出場資格を持つブリーラムFCの経営権はソンクラーFCに売却された。

2 タイ・ポートFCは、ポートFCに変更したが、1週間後にタイ・ポートFCに戻した。

3 TTMピチットFCは、TTMチエンマイFCに変更した。

4 シーサケートFCは、イーサーン・ユナイテッドFCに変更した。

5 ブリーラムFCは、経営権を買い取ったソンクラーFCによって、ウアチョン・ユナイテッドに変更された。

## 順位表
| 順位 | チーム                       | 試 | 勝 | 分 | 敗 | 得 | 失 | 差  | 勝点 | 備考                                         |
| ---- | ---------------------------- | -- | -- | -- | -- | -- | -- | --- | ---- | -------------------------------------------- |
| 1    | ムアントン・ユナイテッド     | 34 | 25 | 9  | 0  | 78 | 31 | +47 | 84   | AFCチャンピオンズリーグ2013・グループリーグ  |
| 2    | チョンブリー                 | 34 | 21 | 7  | 6  | 65 | 33 | +32 | 70   |                                              |
| 3    | BECテロ・サーサナ            | 34 | 16 | 9  | 9  | 53 | 43 | +10 | 57   |                                              |
| 4    | ブリーラム・ユナイテッド     | 34 | 14 | 12 | 8  | 60 | 40 | +20 | 54   | AFCチャンピオンズリーグ2013・予選プレーオフ1 |
| 5    | オーソットサパー・サラブリー | 34 | 16 | 4  | 14 | 55 | 48 | +7  | 52   |                                              |
| 6    | イーサーン・ユナイテッド     | 34 | 11 | 14 | 9  | 41 | 42 | -1  | 47   |                                              |
| 7    | サムットソンクラーム         | 34 | 12 | 10 | 12 | 37 | 39 | -2  | 46   |                                              |
| 8    | バンコク・グラス             | 34 | 10 | 15 | 9  | 53 | 39 | +14 | 45   |                                              |
| 9    | チェンライ・ユナイテッド     | 34 | 11 | 11 | 12 | 40 | 47 | -7  | 44   |                                              |
| 10   | アーミー・ユナイテッド       | 34 | 10 | 13 | 11 | 34 | 38 | -4  | 43   |                                              |
| 11   | ポリス・ユナイテッド         | 34 | 10 | 12 | 12 | 37 | 38 | -1  | 42   |                                              |
| 12   | TOT                          | 34 | 10 | 12 | 12 | 43 | 46 | -3  | 42   |                                              |
| 13   | ウアチョン・ユナイテッド     | 34 | 9  | 14 | 11 | 46 | 54 | -8  | 41   |                                              |
| 14   | チャイナート                 | 34 | 9  | 12 | 13 | 59 | 72 | -13 | 39   |                                              |
| 15   | パタヤ・ユナイテッド         | 34 | 9  | 10 | 15 | 35 | 47 | -12 | 37   |                                              |
| 16   | タイ・ポート                 | 34 | 8  | 9  | 17 | 32 | 48 | -16 | 33   | タイ・ディヴィジョン1リーグ2013降格          |
| 17   | BBCU                         | 34 | 4  | 13 | 17 | 32 | 63 | -31 | 25   | タイ・ディヴィジョン1リーグ2013降格          |
| 18   | TTMチエンマイ                | 34 | 2  | 12 | 20 | 25 | 57 | -32 | 18   | タイ・ディヴィジョン1リーグ2013降格          |

1 タイFAカップ2012優勝。

### 戦績表
- Thailand 2012 - RSSSF (Rec.Sport.Soccer Statistics Foundation)
- タイ・プレミアリーグ公式記録（第32～33節終了時点）[1]
- タイ・プレミアリーグ公式記録（第32～33節終了時点）[1]

## 得点ランキング
| 順位 | 選手名                         | チーム名                 | 得点 |
| ---- | ------------------------------ | ------------------------ | ---- |
| 1    | クレイトン・シウバ             | BECテロ・サーサナ        | 24   |
| 1    | ティーラシン・デーンダー       | ムアントン・ユナイテッド | 24   |
| 3    | タナー・チャナブット           | ポリス・ユナイテッド     | 15   |
| 4    | マリオ・ジュロヴスキー         | ムアントン・ユナイテッド | 14   |
| 4    | ピポブ・オンモ                 | チョンブリー             | 14   |
| 6    | プワドル・スワンナチャート     | チャイナート             | 13   |
| 7    | フランク・アチェンポン         | ブリーラム・ユナイテッド | 12   |
| 7    | ルドヴィック・タカム           | パタヤ・ユナイテッド     | 12   |
| 9    | サミュエル・グベンガ・アジャイ | バンコク・グラス         | 11   |
| 9    | Bireme Diouf                   | サムットソンクラーム     | 11   |

### ハットトリック
| 選手                     | チーム                       | 対戦相手                     | 達成日         |
| ------------------------ | ---------------------------- | ---------------------------- | -------------- |
| トマ・ドセヴィ           | チョンブリー                 | イーサーン・ユナイテッド     | 2012年4月7日   |
| ドゥドゥ                 | オーソットサパー・サラブリー | アーミー・ユナイテッド       | 2012年4月8日   |
| クレイトン・シウバ       | BECテロ・サーサナ            | バンコク・グラス             | 2012年5月12日  |
| クレイトン・シウバ       | BECテロ・サーサナ            | チャイナート                 | 2012年9月8日   |
| チョクラップ・ニルサン   | チェンライ・ユナイテッド     | オーソットサパー・サラブリー | 2012年5月26日  |
| ピポブ・オンモ           | チョンブリー                 | ブリーラム・ユナイテッド     | 2012年6月24日  |
| エッカチャイ・スムレイ   | ブリーラム・ユナイテッド     | チャイナート                 | 2012年8月11日  |
| アモーン・タマナーム     | BECテロ・サーサナ            | TTMチエンマイ                | 2012年10月10日 |
| ティーラシン・デーンダー | ムアントン・ユナイテッド     | BBCU1                        | 2012年10月17日 |
| ケンドール・ヤグデオシン | チャイナート                 | ウアチョン・ユナイテッド     | 2012年10月21日 |

1 1試合4得点。

## 表彰
- 年間最優秀選手賞 :  ティーラシン・デーンダー （ムアントン・ユナイテッド）
- 年間最優秀若手選手賞 :  チャナティップ・ソングラシン （BECテロ・サーサナ）
- 年間最優秀監督賞 :  スラヴィシャ・ヨカノヴィッチ （ムアントン・ユナイテッド）

## FAカップ
タイFAカップ2012決勝戦は、2012年11月4日にスパチャラサイ国立競技場で開催され、ブリーラム・ユナイテッドがアーミー・ユナイテッドに2-1で勝利した。ブリーラム・ユナイテッドはAFCチャンピオンズリーグ2013の予選プレーオフ出場権を獲得した。決勝戦は日本の吉田寿光が主審、五十嵐泰之と山内宏志が副審を務めた。
| 2012年11月4日 18:00 UTC+7 |

| アーミー・ユナイテッド   | 1 – 2 | ブリーラム・ユナイテッド          |
| Issarapong Lilakorn 81分 | 脚注  | ゴラン・イェルコビッチ 32分, 62分 |

| スパチャラサイ国立競技場、バンコク 主審: 吉田寿光 （日本） |

## コー・ロイヤルカップ
コー・ロイヤルカップ2013は、2013年2月23日にスパチャラサイ国立競技場で開催され、FAカップ優勝のブリーラム・ユナイテッドがプレミアリーグ優勝のムアントン・ユナイテッドに2-0で勝利した。ブリーラム・ユナイテッドの平野甲斐が先発フル出場した。
| 2013年2月23日 |

| ムアントン・ユナイテッド | 0 – 2 | ブリーラム・ユナイテッド |
|                          |       | Ramsés Bustos 4分, 82分  |

| スパチャラサイ国立競技場、バンコク 主審: 金相佑 （韓国） |

## タイ・リーグカップ
タイ・リーグカップ2012決勝戦は、2012年11月10日に開催され、ブリーラム・ユナイテッドがラーチャブリーに4-1で勝利した。ブリーラム・ユナイテッドはトヨタプレミアカップ2012出場権を獲得した。

## トヨタプレミアカップ
トヨタプレミアカップ2012は、2013年2月16日にスパチャラサイ国立競技場で開催され、タイ・リーグカップ優勝のブリーラム・ユナイテッドがJリーグの名古屋グランパスに0-2で敗れた。

## タイ・ディヴィジョン1リーグ
タイ・ディヴィジョン1リーグ2012は、ラーチャブリーが優勝した。ラーチャブリー、2位のスパンブリー、3位のバンコク・ユナイテッドは来シーズンのプレミアリーグに昇格する。

## TPLオールスターサッカー

### TPLオールスター対朴智星・フレンズ
| 2012年5月23日 |

| TPLオールスター                                                               | 4 – 2 | 朴智星・フレンズ  |
| ティーラシン 18分 · Akarawin Sawasdee 65分 · Phuwadol Suwannachart 68分, 73分 | 脚注  | 李菁龍 32分, 45分 |

| SCGスタジアム、ノンタブリー県 |

### TPL外国人オールスター対サッカータイ王国代表
| 2012年8月15日 |

| TPL外国人オールスター     | 1 – 5 | サッカータイ王国代表                                                                                |
| ダグラス・ロドリゲス 45分 | 脚注  | ティーラシン 29分 · スマニャ 60分 · Chatree Chimtalay 80分 · Mongkol Namnuad 83分 · アドゥール 84分 |

| スパチャラサイ国立競技場、バンコク |

## 2012年シーズン所属の日本人選手一覧
- 小川圭佑 （パタヤ・ユナイテッド）
- 片野寛理 （オーソットサパー・サラブリー）
- 加藤友介 （BECテロ・サーサナ）
- 河村崇大 （TOT）
- 櫛田一斗 （チョンブリー）
- 猿田浩得 （バンコク・グラス）
- 樋口大輝 （ウアチョン・ユナイテッド）
- 本田慎之介 （ブリーラム・ユナイテッド）
- 山本寛幸 （オーソットサパー・サラブリー）